# Forteresse de Trapezac
La forteresse de Trapezac, appelée aussi château de Darbsak ou de Trabesac (aujourd’hui Terbezek
) était un lieu fortifié bâti sur un piton rocheux et protégeant l'accès du col de Belen par le nord. Son histoire est liée à celle du château de Baghras (ou «château de Gaston») situé à 15 km  et qui défendait la passe au Sud.

## Le col de Belen
Le col de Belen (ou «Beylan»), à environ 25 km au nord d'Antioche, permet de passer d'Iskenderun (Alexandrette), sur la côte méditerranéenne à Hatay (Antakya ou Antioche), et de là en Syrie.
À l'altitude d'environ 750 m, le col de Belen est une des «Pyles» (du grec : pylaï, πύλαι, portes) de la Syrie

## La forteresse
Le château de Trapezac se dressait sur un piton rocheux isolé et était alimenté en eau par un aqueduc.
La construction défendait les passes vers les monts Nur (en turc : Nur Dağları, « monts de la lumière », anciennement monts Amanus), une chaîne de montagne du sud-est de la Turquie, et surveillait un passage permettant d'aller d'Antioche à Alep en évitant de contourner le lac de Amq.
Il ne reste actuellement de la construction que quelques bouts de courtines et d’escaliers, une citerne et quelques salles voûtées. On observe encore l’emplacement de deux tours carrées à chacune extrémités du piton. Au sommet se trouvent les restes de ce qui semble avoir pu être un réduit.

## Histoire

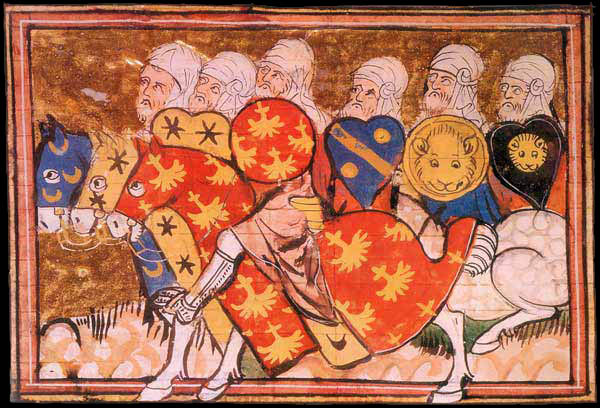
L'armée de Saladin. Miniature issue d'un manuscrit de Guillaume de Tyr, Histoire d'Outremer, 1337, BNF, Fr.22495 f.229v.

On ne connait pas l'origine de la forteresse de Trapezac, mais on suppose qu'il s'agit d'une ancienne installation romaine reprise par les byzantins avant d'être reconstruite par les chevaliers de l'ordre du Temple vers le milieu du XIIe siècle 
Prise par les Francs lors de la Première croisade, la forteresse fut confiée par le prince d’Antioche à l'ordre du Temple vers 1098.
Vers 1168 ou 1170 Mleh le «templier arménien», prince renégat inféodé aux musulmans, s’en empara jusqu'à sa mort le 15 mai 1175.
La forteresse revint une nouvelle fois aux templiers jusqu'à la campagne de reconquête de Saladin qui assiégea la place fortifiée en personne le 2 septembre 1188 et s'en empara malgré une résistance acharnée le 16 septembre 1188. 
Place stratégique fortement disputée, Trapezac sera ensuite successivement possession des Arméniens en 1205, des Templiers vers 1237, puis des Mongols vers 1260 qui l'abandonnèrent à nouveau aux Arméniens , et enfin des Mamelouks du sultan Az-Zâhir Rukn ad-Dîn Baybars al-Bunduqdari en 1266 . La dernière prise connue fut celle des Mongols du Khan de Perse Abagha en 1280, qui s'emparèrent Aintab, de Baghras, et Alep et détruisirent la ville et le château.

### Articles connexes

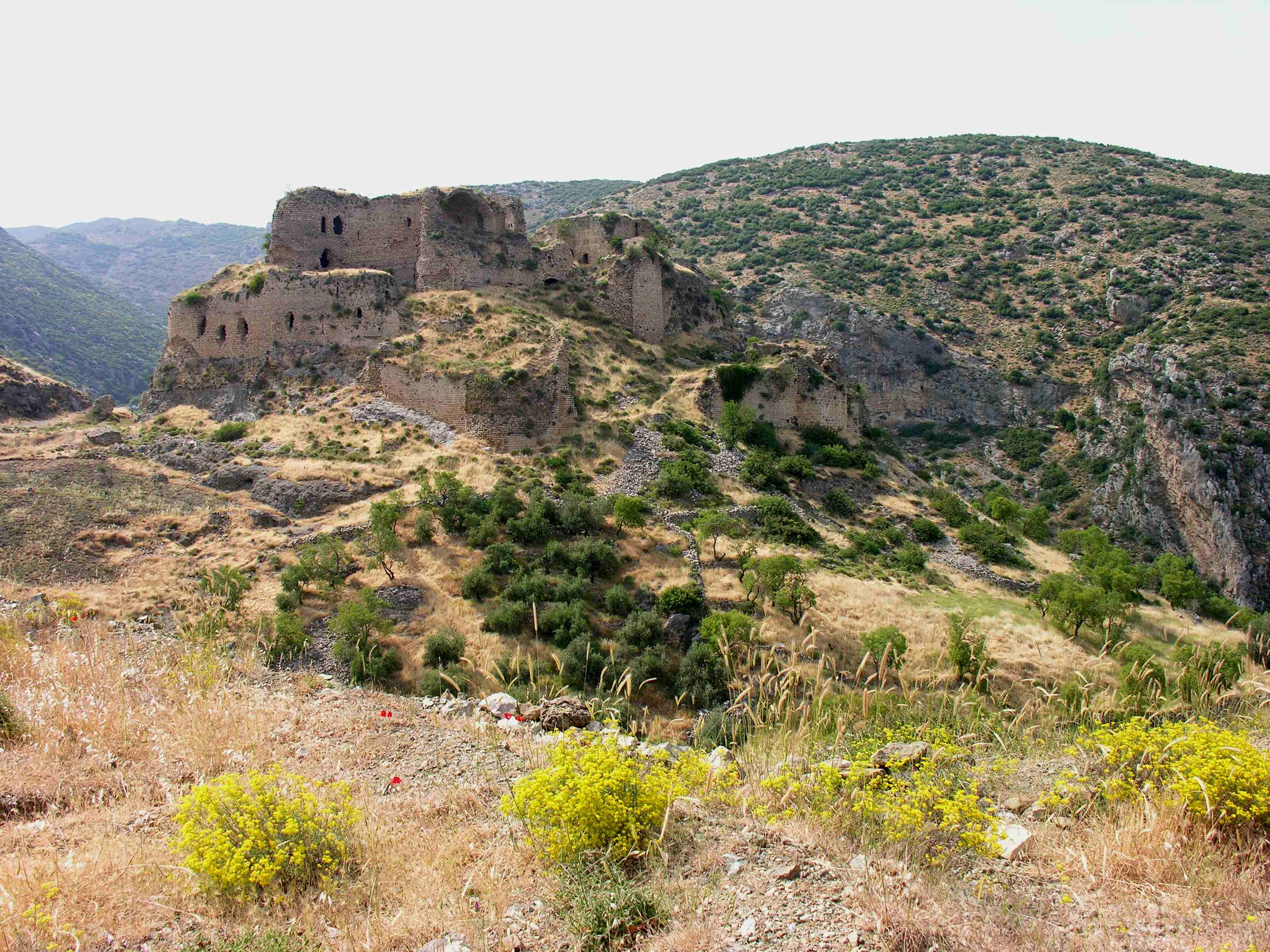
La forteresse de Gaston